# Главное управление МВД России по городу Москве
Главное управление Министерства внутренних дел Российской Федерации по городу Москве (ГУ МВД России по городу Москве), ранее ГУВД г. Москвы — территориальный орган исполнительной власти в городе Москве, входящий в систему органов внутренних дел Российской Федерации.

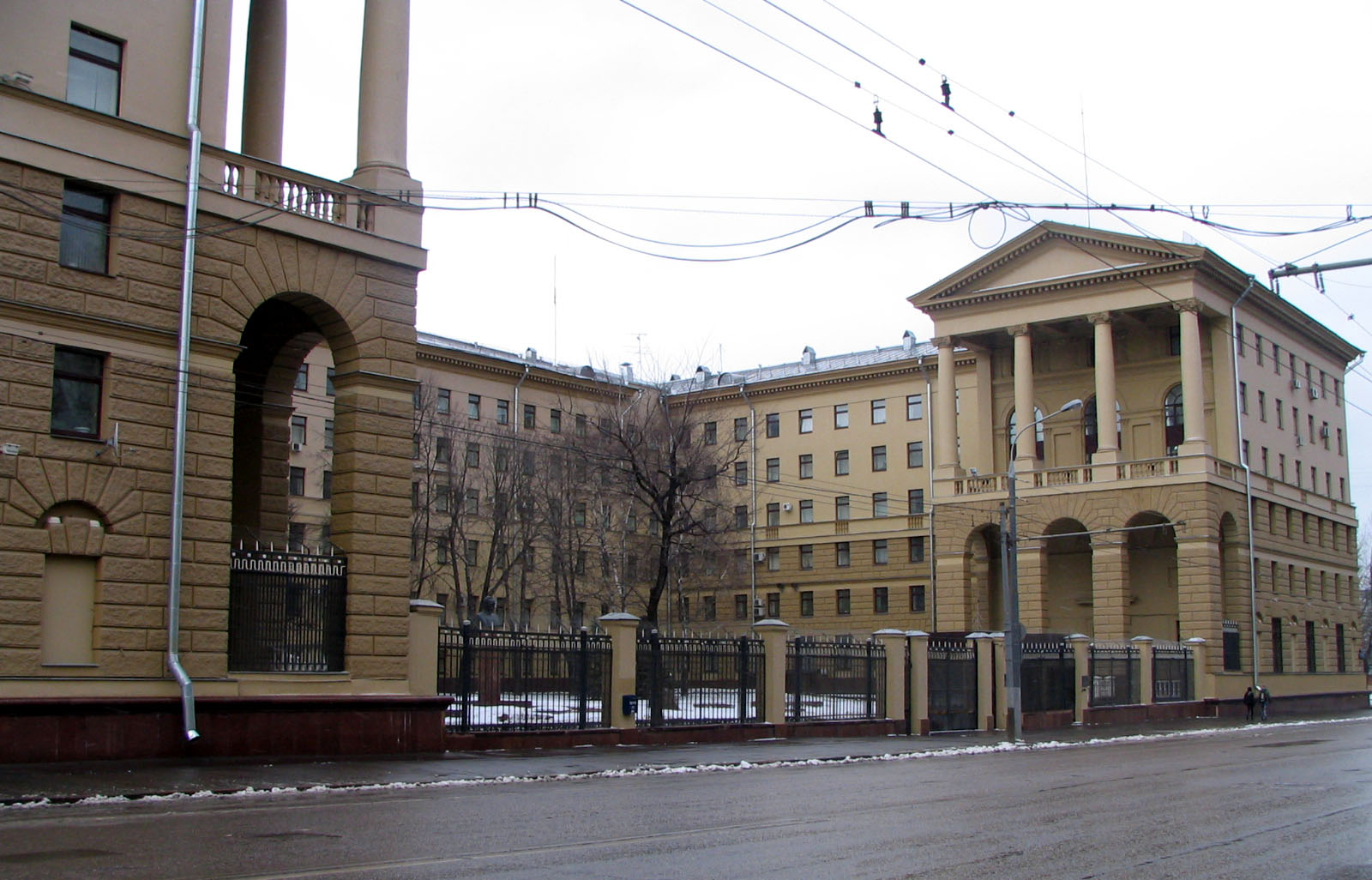
Петровка, 38. Здание ГУ МВД

ГУ МВД России по городу Москве подчиняется Начальнику ГУ МВД, а он Министерству внутренних дел Российской Федерации. Основными задачами ведомства являются обеспечение безопасности, прав и свобод граждан, пресечение и раскрытие преступлений, охрана общественного порядка.
ГУ МВД России по городу Москве возглавляет начальник, которого назначает и отстраняет от должности президент Российской Федерации по представлению министра внутренних дел. До представления кандидатуры президенту Российской Федерации выясняется мнение мэра Москвы. Контроль за деятельностью ГУ МВД России по городу Москве осуществляют Министерство внутренних дел Российской Федерации, мэр, правительство Москвы и Московская городская дума. В настоящее время начальником ГУ МВД России по городу Москве является генерал-лейтенант полиции Олег Баранов (назначен 22 сентября 2016 года).

## История
19 января 1722 года в Москве учреждается должность обер‐полицмейстера, которому Пётр I также направил подробную инструкцию.
Правовой основой строительства регулярных полицейских органов в масштабе страны стал законодательный акт «Об учреждении полиции в городах» от 23 апреля 1833 года — в соответствии с ним создавалась полиция в губернских и других городах. Это стало важной вехой в развитии полицейского аппарата в стране. Полицейские органы в периферийных городах получили название полицмейстерских контор и находились в подчинении Главной полицмейстерской канцелярии (так после смерти Петра I стала называться Петербургская полицмейстерская канцелярия) и возглавлявшего ее генерал‐полицмейстера, подведомственного непосредственно Кабинету министров.
В 1802 году вместо коллегий образуются министерства, возглавляемые единоначальниками — министрами. Одним из первых было учреждено Министерство внутренних дел, призванное в первую очередь «печись о повсеместном благосостоянии народа, спокойствии, тишине и благоустройстве империи». Первым министром внутренних дел стал Виктор Павлович Кочубей (1768—1834), близкий друг Александра I.
Наряду с охраной общественного порядка и спокойствия в стране Министерство ведало некоторыми хозяйственными делами, выполняло функции социальной сферы, в области почты и телеграфа, занималось сословными органами дворянства и городских сословий. Многоотраслевой характер этого ведомства позволяет говорить о том, что оно охватывало своей деятельностью «внутренние дела» в широком смысле слова, обеспечивало прочность и незыблемость всего внутреннего устройства Российского государства.
Восстание декабристов 14 декабря 1825 год в Петербурге привело к тому, что Николай I создал усиленный аппарат политической полиции. Органом политического сыска становится III отделение Собственной Его Императорского Величества канцелярии. При образовании Отделения в качестве исходных составных частей в него вошли особенная канцелярия Министерства внутренних дел, тайная агентура и Отдельный корпус жандармов. С момента основания и до своей кончины в 1844 год шефом жандармов и начальником III Отделения являлся Александр Христофорович Бенкендорф.
Реформа 1880 года превратила МВД в главенствующее звено госаппарата, в роли которого оно пребывало практически до падения самодержавия. Вследствие огромной нагрузки министра по руководству подчинёнными учреждениями функции управления полицией безопасности исполнял его заместитель — товарищ министра, заведующий полицией и командир Отдельного корпуса жандармов. Он осуществлял непосредственное руководство Департаментом полиции.
Необходимость создания специальных органов, занимающихся исключительно уголовным розыском, была осознана в России к началу XX века. В июле 1908 год принимается закон об организации сыскной части, в соответствии с которым в городских и уездных полицейских управлениях создаются сыскные отделения. В их задачу входило производство дознаний по уголовным делам с необходимыми оперативно-розыскными мероприятиями. В начале XX века российский уголовный розыск признавался одним из лучших в мире, поскольку использовал в своей практике новейшие методики. Например, систему регистрации, основанную на систематизации информации о лицах по 30 специальным категориям. Активно использовались альбомы фотографий нарушителей (первый российский кабинет фотографии был организован еще в 1889 году). В то время, когда на Западе методы фотографии и дактилоскопии только осваивались спецслужбами, российская полиция уже имела в своем распоряжении более 2 млн фотографий и 3 млн дактилокарт. Более того, система централизованного циркулярного розыска преступников, внедрённая в уголовном сыске Российской империи к 1 января 1915 году, была заимствована сначала Скотланд-Ярдом, а затем получила всеобщее признание.
27 февраля 1917 года восставший народ смел самодержавие. Полиция до конца осталась верна свергнутому режиму. Московская жандармское управление и ряд полицейских участков были разгромлены и сожжены, многие полицейские были арестованы. Было разгромлено и подожжено также и здание московского охранного отделения. Большинство архивов и дел политических преступников, находившихся в охранке, уничтожено. Ликвидация полиции происходила повсеместно по всей стране. Временное правительство издало постановление об упразднении Департамента полиции, а 19 марта 1917 года распущен Отдельный корпус жандармов. Его дела были переданы военному ведомству. Таким образом, российская полиция не только фактически, но и юридически прекратила своё существование.
28 октября 1917 года по указанию Совета Народных Комиссаров НКВД РСФСР издал постановление «О рабочей милиции», согласно которому все Советы рабочих и солдатских депутатов учреждают рабочую милицию. Рабочая милиция передана в ведение Совета рабочих и солдатских депутатов.
В городе Москве создано Управление Рабоче-крестьянской милиции. В 1946 году принят закон о преобразовании Совета Народных Комиссаров в Совет Министров, в связи с чем Народный комиссариат внутренних дел был реорганизован в министерство внутренних дел, соответственно городское управление НКВД — в управление внутренних дел.
В 1973 году Управление внутренних дел города Москвы преобразовано в Главное управление внутренних дел, а районные отделы — в управления внутренних дел.
В 2011 году подразделение переименовано в ГУ МВД России по г. Москве.

## Структура

### Управление охраны общественного порядка
В Главном управлении Министерства внутренних дел Российской Федерации по г. Москве можно выделить следующие этапы формирования Управления (службы) охраны общественного порядка:
1. 1917 (10 ноября) — 1924 гг. — Группа инспекторов службы при начальнике ОУМС г. Москвы.
2. 1925—1933 гг. — Группа инспекторов боевой подготовки и службы ОУМС г. Москвы.
3. 1933—1940 гг. — Подотдел инспекторов боевой подготовки и службы ОУМС г. Москвы.
4. 1940—1946 гг. — Отдел наружной службы милиции.
5. 1946—1952 гг. — Управление наружной службы милиции.
6. 1953—1955 гг. — Управление милицейской службы.
7. 1956—1957 гг. — Управление наружной службы милиции.
8. 1957—1970 гг. — Управление административной службы милиции.
9. 1970—1977 гг. — Управление службы милиции.
10. 1977—1997 гг. — Управление охраны общественного порядка.
11. 2011 г. и по настоящее время — Управление охраны общественного порядка ГУ МВД России по г. Москве.

Цели УООП:
- организация службы патрульно-постовых нарядов,
- организация обеспечения безопасности при проведении культурно-массовых и общественно-политических мероприятий,
- организация обеспечения безопасности при проведении спортивных мероприятий,
- исполнение административного законодательства,
- организация конвойной службы.

Начальник управления — генерал-майор полиции Захаров Андрей Александрович.

### Управление уголовного розыска
В Московском уголовном розыске служит около четырёх тысяч человек, что составляет 5 % от численности личного состава столичной полиции. На их долю приходится почти 2/3 раскрытых убийств, половина раскрытых изнасилований, разбоев, преступлений, совершенных с применением огнестрельного оружия и взрывных устройств, каждая третья раскрытая кража и грабёж.

## Подчинённые формирования

### ОМОН
23 октября 1979 года на базе 2-го полка патрульно-постовой службы приказом МВД СССР создан отряд милиции особого назначения. Основные задачи — обеспечение безопасности при проведении различных мероприятий, спасение жизней людей при чрезвычайных ситуациях, катастрофах, эпидемиологических обострениях и в других обстоятельствах.
5 апреля 2016 года указом № 157 президента Российской Федерации Владимира Путина спецподразделения ОМОН (отряд мобильный особого назначения) Министерства внутренних дел Российской Федерации вошли в состав нового ведомства Росгвардии.

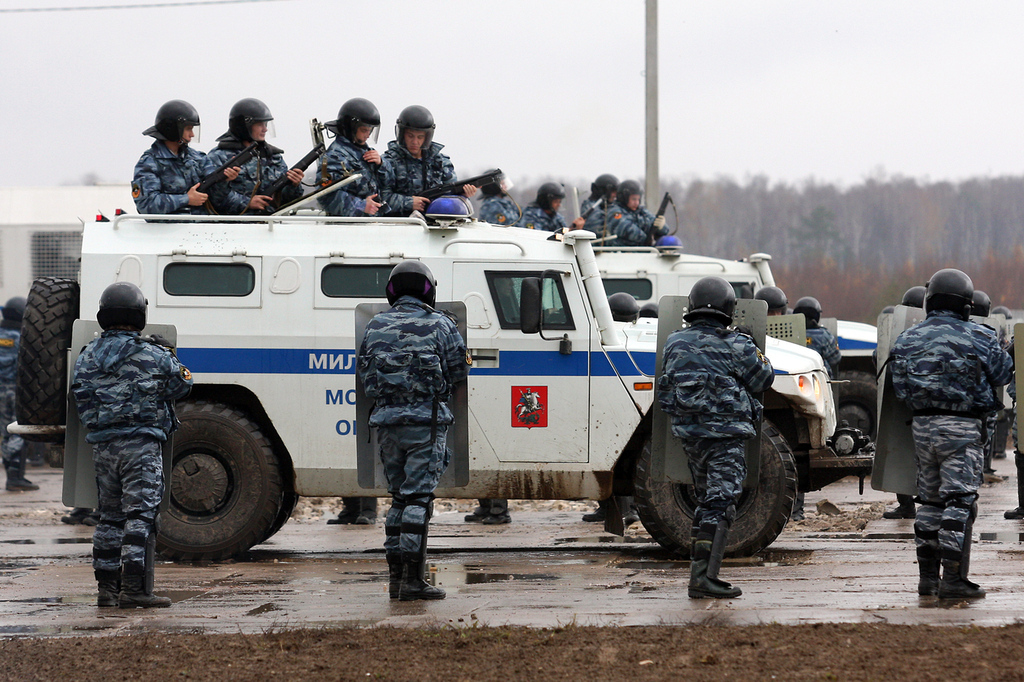
Сотрудники ОМОН ГУВД по г. Москве (Interpolitex-2009)

### Первый специальный полк полиции (конная полиция и туристическая полиция)
В 1-й специальный полк полиции входят два кавалерийских батальона и один обычный патрульно-постовой батальон.
Главная задача конной полиции — патрулирование парков, предупреждение правонарушений, а также поддержание порядка на массовых мероприятиях. В конной полиции Москвы служат около 1000 человек и 255 лошадей.
К месту службы лошадей перевозят на пикапах Ford F350 серии Super Duty. В такой прицеп ставится по 6 лошадей.
Главная задача туристической полиции — патрулирование туристических маршрутов в центральной части города, а также помимо основных обязанностей, связанных с предупреждением и пресечением правонарушений, сотрудники данного подразделения помогают и консультируют по вопросам служебного характера — иностранных граждан, поскольку главным отличием туристического полицейского является его знание любого иностранного языка на разговорном уровне.
Туристическая полиция считается самым элитным подразделением как в Москве, так и по всей России.
Штат туристических полицейских составляет 180 человек. Для прохождения службы в туристической полиции необходимо доказать свободное владение английским языком, сдав специальный экзамен.
Располагается первый специальный полк полиции ГУ МВД России по г. Москве на станции метро Аэропорт, улица Викторенко, д.10

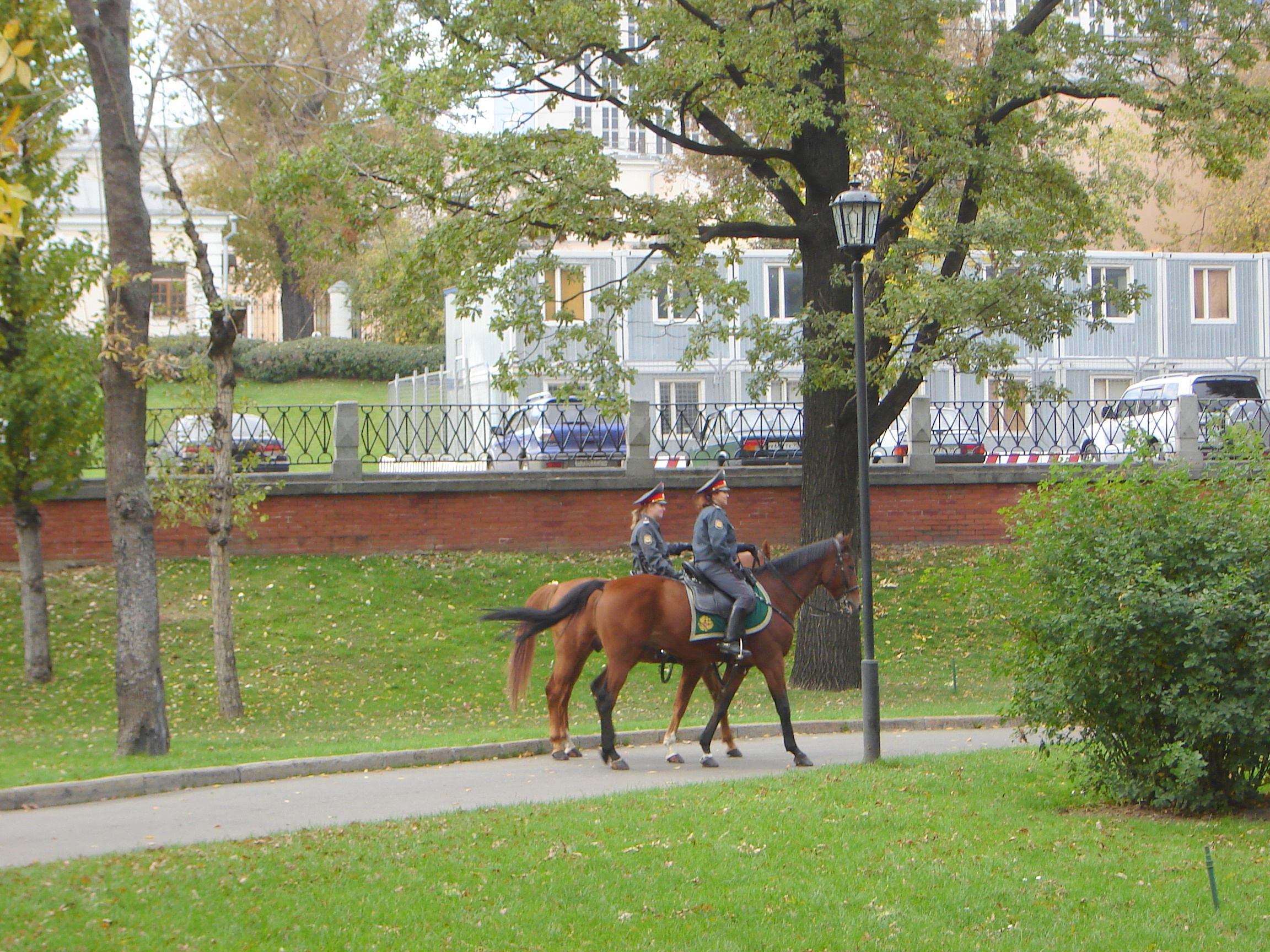
Женская конная полиция в Александровском саду

### Второй специальный полк полиции ГУ МВД России по г. Москве
2-й специальный полк полиции ГУ МВД России по г. Москве (2-й СПП) — образован в 2004 году слиянием трёх оперативных полков милиции Москвы, бывших в своё время частями патруля города (ПГ). В него входят пять строевых батальонов и один автомобильный батальон.
Деятельность 2-го СПП направлена на обеспечение охраны общественного порядка при проведении массовых мероприятий в Москве. Также сотрудники 2-го СПП задействуются для силовой поддержки различных оперативных подразделений полиции.
Подразделение подчиняется непосредственно руководству ГУ МВД и УООП ГУ МВД России по городу Москве — управлению охраны общественного порядка.
Является вторым по численности силовым подразделением в Москве после московского ОМОН и первым в составе ГУ МВД России по г. Москве. 

### Полк полиции по охране дипломатических представительств и консульств иностранных государств
Полк занимается охраной дипломатических представительств и консульств иностранных государств

### Полк охраны и конвоирования подозреваемых и обвиняемых
Полк занимается охраной и конвоированием подозреваемых и обвиняемых, доставляемых в суды, для участия в следственных действиях и т.п.

### Зональный центр кинологической службы
Зональный центр кинологической службы — крупнейший центр по подготовке собак и сотрудников для работы. Собак обучают по разным направлениям: поиску наркотических, взрывчатых веществ, поиску огнестрельного оружия и на задержание. Собаки содержатся в вольерах, разделённых по направлениям работы. Собаки, которые занимаются поиском оружия, живут отдельно от собак, занимающихся задержанием. При этом используются такие породы, как немецкая овчарка, лабрадор и другие. На территории центра находятся ветеринарная часть, площадка для тренировок на задержание, площадка для тренировок по поиску взрывчатых веществ, «родильный дом» и «детский сад», а также «дом престарелых» для собак, вышедших на пенсию. С одной собакой работает один кинолог. Они работают всю жизнь вместе.

## Санкции
20 июля 2023 года ГУ МВД г. Москвы внесено в санкционный список стран Евросоюза «за серьезные нарушения прав человека в России, включая незаконные аресты, задержания, а также нарушения свободы мирных собраний и объединений»:

Она осуществляла слежку и произвольно задерживала независимых журналистов и активистов оппозиции, участвовавших в мирных акциях протеста в поддержку Алексея Навального, против коррупции в правительстве России и против вторжения России в Украину. Также осуществлялся поиск и задержание призывников, пытавшихся уклониться от мобилизации для участия в агрессивной войне России против Украины. В этих целях в Москве использовалась система распознавания лиц как инструмент репрессий.— «Официальный журнал Европейского союза», Брюссель, 20 июля 2023 года
Также под санкциями Евросоюза и Канады, по аналогичным основаниям, находится начальник ГУВД г. Москвы Олег Баранов.

## Руководство
Должность обер-полицмейстера введена в 1722, с 1727 подчинялся генерал-губернатору. Руководил деятельностью полицмейстеров, отвечал за спокойствие и порядок в городе, возглавлял пожарную охрану, надзирал за торговлей, городским благоустройством и санитарным состоянием Москвы, следил за соблюдением законов и предписаний высших и центральных учреждений, выполнением решений судебных органов. Должность упразднена в 1905 в связи с учреждением в Москве градоначальства.

### Московские обер-полицмейстеры
| Ф. И. О.                             | Титул, чин, звание                                              | Время замещения должности |
| ------------------------------------ | --------------------------------------------------------------- | ------------------------- |
| Греков Максим Тимофеевич             | полковник, бригадир                                             | 11.04.1722—23.12.1728     |
| Поздняков Иван Давидович             | статский советник                                               | 03.11.1729—1731           |
| Греков Степан Тимофеевич             | бригадир, генерал-полицмейстер                                  | 17.02.1731—22.12.1732     |
| Оболдуев Никита Андреевич            | полковник                                                       | 11.01.1733—1739           |
| Голохвастов Иван Мартынович          | статский советник                                               | 1749—1753                 |
| Дивов Иван Иванович                  | тайный советник, генерал-полицмейстер                           | 09.01.1762—1762           |
| Юшков Иван Иванович                  | тайный советник, генерал-полицмейстер                           | 10.1762—17.04.1764        |
| Арсеньев Тарас Иванович              | полковник, статский советник                                    | 17.04.1764—10.02.1765     |
| Толстой Василий Иванович             | граф, бригадир, статский советник                               | 1765—1770                 |
| Бахметев Николай Иванович            | бригадир                                                        | 1770—1771                 |
| Архаров Николай Петрович             | полковник (генерал-майор)                                       | 1771—01.01.1781           |
| Островский Борис Петрович            | бригадир                                                        | 1781—1785                 |
| Толь Фёдор Николаевич                | полковник (генерал-майор)                                       | 1785—1790                 |
| Глазов Павел Михайлович              | полковник, бригадир                                             | 1790—02.09.1793           |
| Козлов Павел Михайлович              | бригадир, генерал-майор                                         | 22.10.1793—1796           |
| Каверин Павел Никитович              | статский советник (действительный статский советник)            | 31.03.1797—09.12.1798     |
| Эртель Фёдор Фёдорович               | генерал-майор                                                   | 09.12.1798—12.03.1801     |
| Каверин Павел Никитович              | действительный статский советник, генерал-майор                 | 12.03.1801—13.12.1802     |
| Спиридов Григорий Григорьевич        | бригадир, действительный статский советник                      | 13.12.1802—20.12.1804     |
| Балашов Александр Дмитриевич         | генерал-майор                                                   | 20.12.1804—24.11.1807     |
| Гладков Иван Васильевич              | генерал-майор                                                   | 29.11.1807—17.04.1809     |
| Ивашкин Пётр Алексеевич              | генерал-майор                                                   | 17.04.1809—08.03.1816     |
| Шульгин Александр Сергеевич          | генерал-майор                                                   | 08.03.1816—02.08.1825     |
| Шульгин Дмитрий Иванович             | генерал-майор                                                   | 02.08.1825—06.04.1830     |
| Муханов Сергей Николаевич            | полковник, флигель-адъютант                                     | 06.04.1830—27.09.1833     |
| Цынский Лев Михайлович               | генерал-майор, Свиты Его Величества генерал-майор               | 29.11.1833—01.02.1845     |
| Лужин Иван Дмитриевич                | полковник, Свиты Его Величества генерал-майор, флигель-адъютант | 13.12.1845—12.05.1854     |
| Тимашев-Беринг Алексей Александрович | генерал-майор                                                   | 12.05.1854—31.12.1857     |
| Кропоткин Алексей Иванович           | князь, гвардии полковник, генерал-майор, флигель-адъютант       | 01.01.1858—12.11.1860     |
| Потапов Александр Львович            | Свиты Его Величества генерал-майор                              | 12.11.1860—15.12.1861     |
| Крейц Генрих Киприанович             | граф, Свиты Его Величества генерал-майор (генерал-лейтенант)    | 16.12.1861—03.01.1866     |
| Арапов Николай Устинович             | Свиты Его Величества генерал-майор, генерал-лейтенант           | 03.01.1866—14.10.1878     |
| Козлов Александр Александрович       | Свиты Его Величества генерал-майор                              | 14.10.1878—13.08.1881     |
| Янковский Евгений Осипович           | генерал-майор                                                   | 13.08.1881—18.07.1882     |
| Козлов Александр Александрович       | Свиты Его Величества генерал-майор, генерал-лейтенант           | 26.07.1882—11.01.1887     |
| Юрковский Евгений Корншювич          | генерал-майор                                                   | 11.01.1887—27.12.1891     |
| Власовский Александр Александрович   | полковник, исполняющий должность                                | 28.12.1891—18.07.1896     |
| Трепов Дмитрий Фёдорович             | полковник, генерал-майор                                        | 12.09.1896—01.01.1905     |

### Начальники ГУВД Мосгорисполкома
- Козлов Андрей Петрович (1969—1973)
- Самохвалов Вадим Григорьевич (1973 — сентябрь 1979)
- Трушин Василий Петрович (1979 — январь 1984)
- Борисенков Владимир Григорьевич (1984 — август 1986)
- Богданов Пётр Степанович (1986 — апрель 1991)
- Мыриков Николай Степанович (апрель — сентябрь 1991)

### Начальники ГУВД г. Москвы
- Мурашёв Аркадий Николаевич (сентябрь 1991 года — 9 ноября 1992 года)
- Панкратов Владимир Иосифович (1992 год — 2 марта 1995 года)
- Куликов Николай Васильевич (1995 год — 4 декабря 1999 года)
- Швидкин Виктор Андреевич (1999 год — 2001 год, и. о. начальника)
- Пронин Владимир Васильевич (24 июля 2001 года — 28 апреля 2009 года)
- Иванов Александр Кузьмич (4 мая 2009 года — 7 сентября 2009 года, и. о. начальника)
- Колокольцев Владимир Александрович (7 сентября 2009 года — 24 марта 2011 года).

### Начальники ГУ МВД России по г. Москве
- Колокольцев Владимир Александрович (24 марта 2011 года — 21 мая 2012 года);
- Голованов Виктор Владимирович (с 21 мая по 2 июня 2012 года, и. о.);
- Якунин Анатолий Иванович (2 июня 2012 года — 22 сентября 2016 года);
- Баранов Олег Анатольевич (с 22 сентября 2016 года).

## Награды
| Орден Красного Знамени — 1944                  | 2 ноября 1944 года Указом Президиума Верховного Совета СССР за заслуги в деле поддержания правопорядка в столице и успехи в борьбе с преступностью Московская городская милиция была награждена орденом Красного Знамени. С этого времени до упразднения советских почётных званий и переименования милиции в полицию официальное название организации — Московская Краснознамённая милиция. |
| Орден Негоша 1-й степени (Республика Сербская) | 5 апреля 2025 года Главное управление МВД России по городу Москве было награждено наградой Республики Сербской — орденом Негоша I степени, вручённом в Палате Республики в Баня-Луке |